# Hell Breaks Loose
«Hell Breaks Loose» es un sencillo del rapero estadounidense Eminem, interpretado en su álbum de 2009 Relapse: Refill, el relanzamiento de Relapse. Hell Breaks Loose es el segundo sencillo no-oficial y el tercero general lanzado el 15 de diciembre de 2009. Al mismo tiempo que este, se lanzó el otro sencillo de Eminem "Elevator". Cuenta con la colaboración de Dr. Dre, quien produjo la canción junto a Mark Batson.

## Lista de canciones
Sencillo digital de iTunes
| N.º | Título                            | Escritor(es)                                            | Productor(es)        | Duración |  |
| 1.  | «Hell Breaks Loose» (con Dr. Dre) | M. Mathers, A. Young, M. Batson, D. Parker, T. Lawrence | Dr. Dre, Mark Batson | 4:04     |  |

## Músicos
- Eric "Jesus" Coomes – guitarra, bajo
- Mark Batson – teclados
- Dawaun Parker – teclados
- Trevor Lawrence, Jr. – teclados

## Posición en las listas musicales
En la semana que terminará el 2 de enero de 2010, "Hell Breaks Loose" debutó en la posición #29 en el Billboard Hot 100, como la Hot Shot Debut en la semana.
| Lista (2009)           | Mejor posición |
| ---------------------- | -------------- |
| Canadian Hot 100       | 21             |
| Irish Singles Chart    | 18             |
| U.S. Billboard Hot 100 | 29             |